# Гест, Дэвид
Дэвид Хейден-Гест (англ. David Guest; 6 января 1911 — 28 июля 1938, Гандеса, Испания) — британский математик и философ

. Коммунист. Участник гражданской войны в Испании. Доброволец-интербригадовец.

## Биография
Сын барона Лесли Хейдена-Геста, английского политического деятеля, который в 1920 году входил в состав лейбористской делегации, посетившей Советскую Россию.
Окончил престижный Тринити-колледж Кембриджского университета.
Студент Кембриджского университета с 1929 года.
С 1930 по 1931 годы продолжил изучать математику и философию в Гёттингенском университете в Германии, где стал антифашистом. Арестовывался, несколько недель находился в тюрьме.
В 1931 году вступил в коммунистическую партию в Кембридже. Участвовал в создании партийной ячейки в Кембриджском университете, количество членов которой в 1935 году составило 150 человек. В 1932 году один из инициаторов создания Коммунистической федерации студенческих обществ.
Покинув университет, читал лекции по математике, принимал активное участие в деятельности Компартии, в середине 1930-х годах работал преподавателем средней специализированной английской школы в Москве.
В 1938 году оставил работу преподавателя в Университетском колледже в Саутгемптоне и записался добровольцем в Интернациональную бригаду. Принимал участие в боевых действиях гражданской войны в Испании.
28 июля 1938 года во время битвы на Эбро Дэвид Гест был убит снайпером, во время чтения газеты на холме.
Автор книги, посвящённой вопросам диалектического материализма — «A Text Book Of Dialectical Materialism», изданной в 1939 году.